# اچ‌ام‌ای‌اس سیریوس (او ۲۶۶)
اچ‌ام‌ای‌اس سیریوس (او ۲۶۶) (به انگلیسی: HMAS Sirius (O 266)) یک کشتی است که طول آن ۱۹۱٫۳ متر (۶۲۸ فوت) می‌باشد. این کشتی در سال ۲۰۰۴ ساخته شد.